# 岡本一雄 (実業家)
岡本 一雄（おかもと かずお、1944年2月20日 - 2019年12月9日）は、日本の経営者。日野自動車会長を務めた。富山県出身。

## 経歴
1967年に東京大学工学部航空学科を卒業し、同年にトヨタ自動車工業に入社。
1996年6月に取締役に就任し、常務、専務を経て、2005年6月に副社長を経て、2008年6月に副会長に就任。一方で、2011年から日野自動車会長を務めた。
2019年12月9日急性骨髄性白血病のために死去。75歳没。